# Augusto Cancela de Abreu
Augusto Cancela de Abreu ComC • GCC • ComMAI (Anadia, Arcos, 14 de Agosto de 1895 — Lisboa, 6 de Abril de 1965).
Era monárquico.

## Biografia
Licenciado em Engenharia Civil pelo Instituto Superior Técnico da Universidade Técnica de Lisboa e administrador de várias grandes empresas, foi um político ligado ao regime do Estado Novo que, entre outras funções de relevo, foi Ministro das Obras Públicas e Comunicações (1944 a 1947), Ministro do Interior (1947 a 1950) e presidente da Comissão Executiva da União Nacional (1957 a 1961).
A 5 de Outubro de 1934 foi feito Comendador da Ordem Militar de Cristo, a 6 de Julho de 1935 foi feito Comendador da Ordem Civil do Mérito Agrícola e Industrial Classe Industrial e a 13 de Abril de 1949 foi elevado a Grã-Cruz da Ordem Militar de Cristo.